# Schloss Thorberg

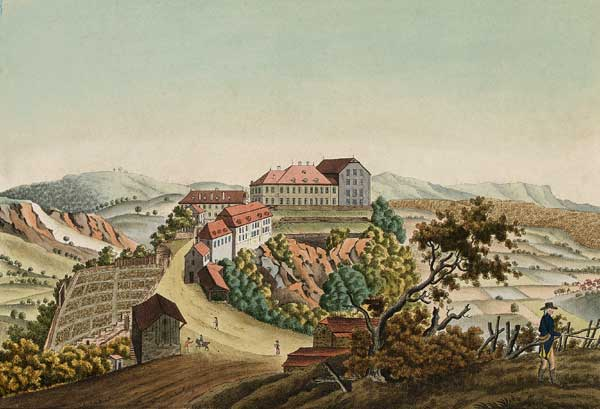
Schloss Thorberg, Radierung (um 1795)

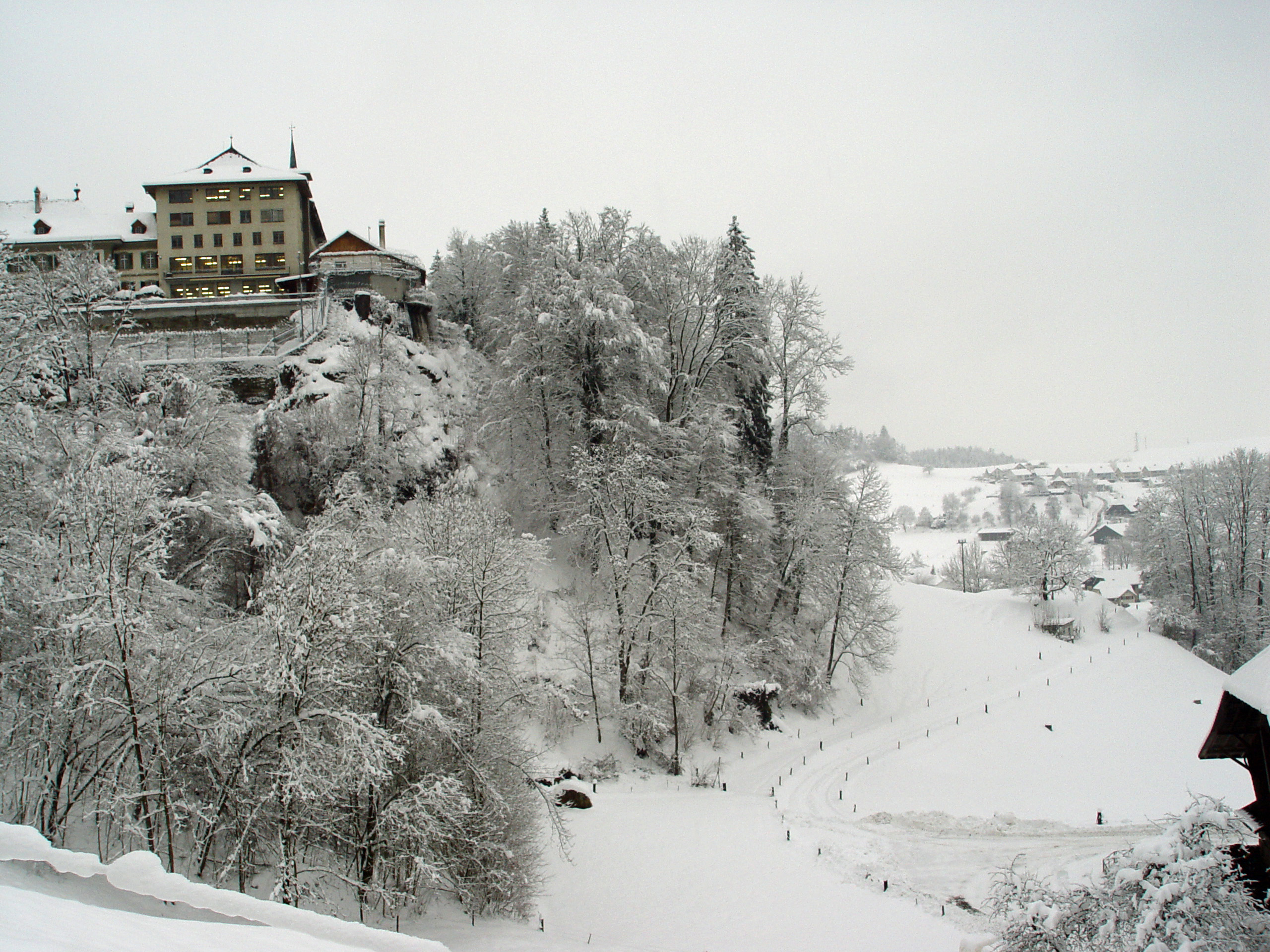
Justizvollzugsanstalt Thorberg heute

Das Schloss Thorberg ist eine ehemalige mittelalterliche Kartause und seit 1893 Justizvollzugsanstalt in der Gemeinde Krauchthal, Kanton Bern.

## Geschichte
Von der urkundlich erstmals 1175 erwähnten Burg der Herren von Thorberg ist nur noch ein Rest des Turmfundamentes erhalten. Das Geschlecht starb mit dem letzten Ritter Peter von Thorberg aus. Er vermachte seine vielen Güter 1397 dem Kartäuserorden.
Bis zur Einführung der Reformation im Jahre 1528 lebten Mönche und Laienbrüder auf dem Thorberg, danach ging der ganze Klosterbesitz an Bern über.
Bei der Aufhebung der Kartause 1528 begaben sich die meisten der 17 Patres in den Thurgau in die Kartause Ittingen. Unter ihnen war auch Pater Melchior Mörlin, dessen Liste von 33 Büchern überliefert ist, die er 1528 nach Ittingen mitgenommen hat; von diesen sind heute noch 6 Bücher in der Kantonsbibliothek Thurgau nachzuweisen. Vier weitere Handschriftenbände aus der Kartause Thorberg sind überliefert in der Burgerbibliothek Bern, je eine weitere Handschrift befindet sich in den Stadtbibliotheken von Grenoble und Vesoul. Die Zentralbibliothek Solothurn verfügt über sieben Inkunabeln und zehn Postinkunabeln aus Vorbesitz der Kartause Thorberg, die meisten davon sind in charakteristische blindgeprägte Ledereinbände gebunden.
Der Bau des barocken Schlosses geht auf die Zeit der Landvögte zurück. Die Einkünfte der Vogtei Thorberg wurde von einem Landvogt aus dem bernischen Patriziat verwaltet. Bis 1798 waren hier auch verschiedene Fürsorgeinstitutionen, ein Gefängnis und ein Spital untergebracht.
1805 wurde das damalige Pfründerhaus, das zuvor der Armenfürsorge gedient hatte, erstmals als Zwangserziehungsanstalt, Musterschule und «Hilfsirrenanstalt» verwendet. Dazu kam 1807 eine sog. Enthaltungsanstalt für solche, die «nicht eigentlich Zuchthausstrafe verdient» hätten. An die Stelle der Fürsorgeinstitutionen trat am 1. November 1849 eine Zwangsarbeitsanstalt. Nach der Eröffnung der psychiatrischen Klinik Waldau bei Bern wurde 1855 die «Hilfsirrenanstalt», als deren Insasse 1838 der Bildhauer Joseph Maria Christen gestorben war, aufgehoben.
1856 bis 1860 war David Matti Vorsteher der Zwangsarbeitsanstalt und des landwirtschaftlichen Betriebs Thorberg. Er wurde danach erster Direktor der Landwirtschaftlichen Schule Rütti-Zollikofen.
Vom Kartäuserkloster sind noch das Frauengasthaus und die zwischen 1510 und 1515 entstandene Kapelle erhalten, deren Fresken die Anbetung des Jesuskindes durch die Heiligen Drei Könige und die Hirten darstellen. Ein von Erhart Küng, Werkmeister am Berner Münster, geschaffener Schmerzensmann aus dem ehemaligen Klosterbesitz wird heute im Bernischen Historischen Museum aufbewahrt.

## Gefängnis Thorberg
1893 wurde ein neu errichteter Zellenbau als Zuchthaus eingeweiht. Nach 1942 folgten weitere bauliche Änderungen. Im Jahr 1952 wurde für die Verwahrung von Straftätern ein neues Gebäude erstellt. Bis 1978 wurden sanitäre Anlagen im Zellen- und Verwahrungstrakt erneuert.
1983 entfloh Željko Ražnatović.
Im Juli 1991 legte ein Häftling ein Feuer; das Zellengebäude wurde dabei so schwer beschädigt, dass es abgerissen werden musste. 1998 wurde an derselben Stelle ein neuer Bau fertig gestellt.
2017 bekamen Häftlinge nach einem Streik ein Beziehungszimmer für intime Kontakte.
Am 21. März 2021 zündete sich ein Insasse an, und weitere 80 Insassen forderten bessere Haftbedingungen.